# Muralha romana de Idanha-a-Velha

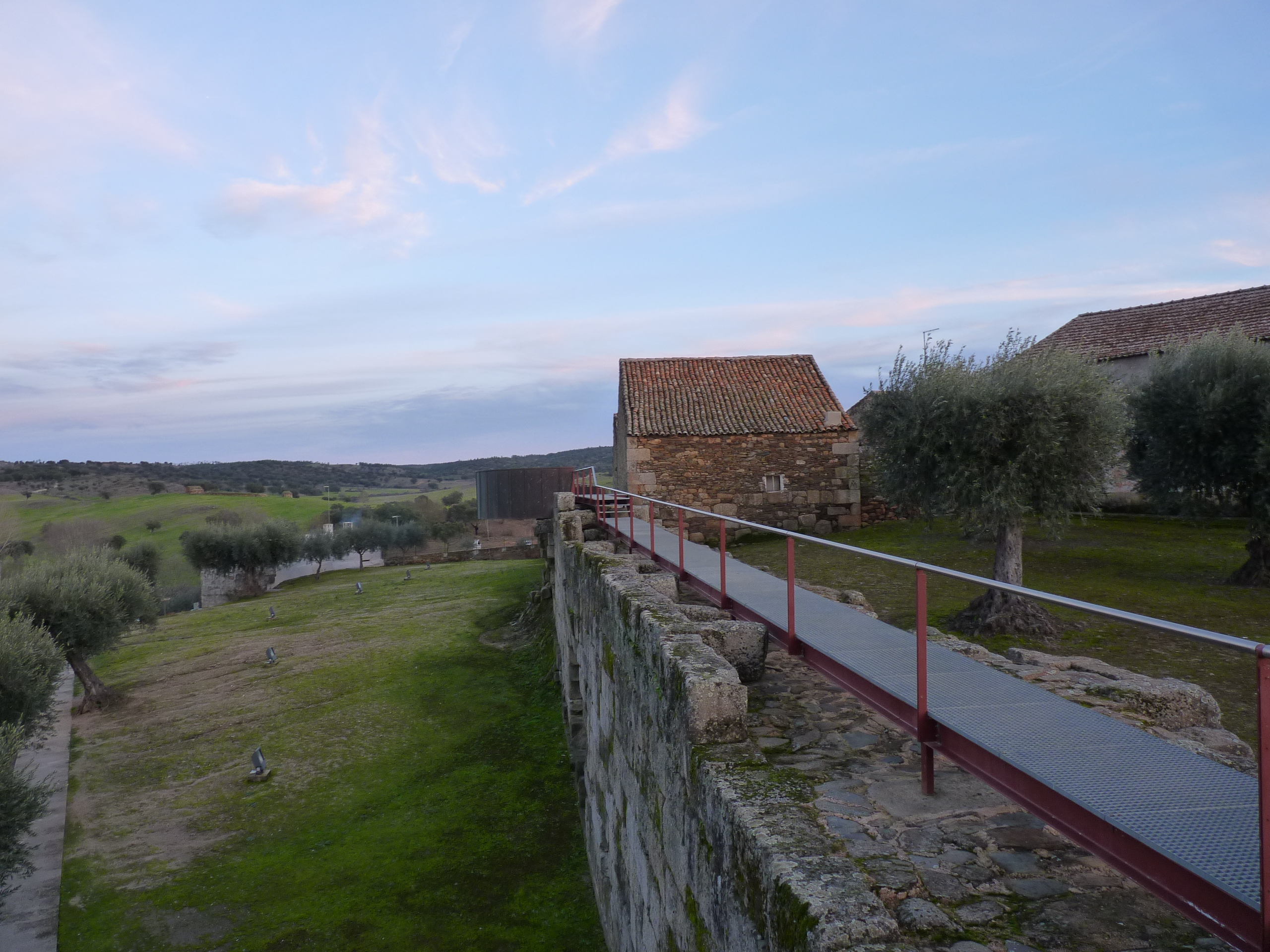
Muralhas romanas de Idanha-a-Velha (antiga Egitânia)

A Muralha de Idanha-a-Velha, também referida como Muralhas e Torre de Menagem de Idanha-a-Velha, localiza-se em Idanha-a-Velha, na freguesia de Monsanto e Idanha-a-Velha, no município de Idanha-a-Nova, em Portugal.
Foi construída no século IV d.C. por volta do ano de 300. A muralha foi construída para defender a cidade romana de Egitânia e fazer face à primeira vaga de invasões barbaras que começavam a assolar o Império Romano já em decadência.
A cinta amuralhada de Idanha encontra-se em geral bem conservada.
Muralhas de traçado ovalado, com três portas e o vestígio de uma quarta, integrando numerosos materiais romanos.
As Muralhas e Torre de Menagem de Idanha-a-Velha encontram-se incluídos na proteção do Conjunto Arquitetónico e Arqueológico de Idanha-a-Velha.